# سدریک بادولا
سدریک بادولا (انگلیسی: Cedric Badolo؛ زادهٔ ۴ نوامبر ۱۹۹۸) بازیکن فوتبال اهل بورکینافاسو است.
وی همچنین در تیم‌های ملی فوتبال زیر ۲۰ سال بورکینافاسو و بورکینافاسو بازی کرده است.